# Gardermoen nagysebességű vasútvonal
A Gardermoen nagysebességű vasútvonal (norvégul: Gardermobanen) egy 64 km hosszú, kétvágányú, 15 kV, 16,7 Hz-cel villamosított nagysebességű vasútvonal Norvégiában, Oslo és Eidsvoll között. Megépítéséről a norvég parlament 1992. október 8-án döntött, mikor elhatározták az új oslói nemzetközi repülőtér megépítését. A kezdetektől fogva új kötött pályás kapcsolattal számoltak. Az építkezés 1994. augusztus 1-jén kezdődött.

## Üzemeltetők
A vonalon négy norvég vasúttársaság is közlekedtet vonatokat:
- NSB
- Flytoget
- SJ AB
- CargoNet

## Állomások
|  | Állomás                    | Távolság | Megnyitás |
|  | -------------------------- | -------- | --------- |
|  | Oslo sentralstasjon        | 0,00 km  | 1854      |
|  | Lillestrøm                 | 20,95 km | 1854      |
|  | Oslo–Gardermoeni repülőtér | 51,85 km | 1998      |
|  | Eidsvoll Verk              | 63,30 km | 1998      |
|  | Eidsvoll                   | 67,51 km | 1998      |